# Gornja Trebeuša
Gornja Trebeuša je naseljeno mjesto u općini Travnik, Federacija Bosne i Hercegovine, BiH.
Nalazi se jugozapadno od Travnika, u podnožju Komara.

## Stanovništvo

### 1991.
Nacionalni sastav stanovništva 1991. godine, bio je sljedeći:
ukupno: 306
- Srbi - 302
- Jugoslaveni - 4

### 2013.
Nacionalni sastav stanovništva 2013. godine, bio je sljedeći:
ukupno: 109
- Bošnjaci - 108
- ostali, neopredijeljeni i nepoznato - 1